# Kertomichthys blastorhinos
Kertomichthys blastorhinos är en fiskart som först beskrevs av Kanazawa, 1963.  Kertomichthys blastorhinos ingår i släktet Kertomichthys och familjen Ophichthidae. Inga underarter finns listade i Catalogue of Life.